# John Fenwick
John Fenwick é um bispo na tradição anglicana, servindo como Bispo Primus da Igreja Livre da Inglaterra. Ele possui diplomas das Universidades de Durham, Nottingham e Londres. Ele tem um compromisso com o anglicanismo tradicional e Fenwick desempenhou um papel significativo na continuação da Igreja Livre da Inglaterra, que adere às doutrinas e práticas do anglicanismo clássico.

## Início da vida e educação
Ele obteve seu primeiro diploma em Zoologia na Universidade de Durham. Fenwick mais tarde treinou para o ministério na Igreja da Inglaterra.

## Vida pessoal
Fenwick é casado com Elisabeth.

## Carreira
Como padre da Igreja da Inglaterra, Fenwick trabalhou no Palácio de Lambeth como Secretário Ecumênico de dois Arcebispos da Cantuária e trabalhou como co-secretário do diálogo internacional Anglicano-Ortodoxo.
Tendo servido na Igreja da Inglaterra no início de sua carreira, Fenwick deixou a Igreja Estabelecida depois que o sínodo geral votou para que as ordens sagradas fossem abertas às mulheres. Fenwick então se juntou à Igreja Livre da Inglaterra (também chamada de Igreja Episcopal Reformada do Reino Unido e Irlanda).
Fenwick foi ordenado bispo da Igreja Episcopal Reformada em 2006 e é bispo diocesano da Diocese do Norte e Primus da Igreja Livre da Inglaterra.

### Legado
No início de 1991, enquanto Secretário Adjunto de Assuntos Ecumênicos do Arcebispo da Cantuária, Fenwick contatou Arthur Ward, bispo da Diocese do Sul, a respeito da parceria entre a Igreja da Inglaterra estabelecida e a Igreja Livre da Inglaterra. Este contato levou a Igreja Livre da Inglaterra a registrar no The London Gazette o pedido de aplicação da Lei de Compartilhamento de Edifícios da Igreja de 1969 para ser uma Igreja Designada. Consequentemente, em 28 de janeiro de 1992, os Arcebispos da Cantuária e Iorque designaram a Igreja Livre da Inglaterra como uma Igreja à qual se aplica a Medida de 1988 da Igreja da Inglaterra (Relações Ecumênicas).

## Obras
Fenwick é autor de várias obras de teologia, incluindo:
- Eclesiologia Anglicana e o Evangelho: A renovação de uma visão - Anglican House Media Ministry, Inc., Newport Beach, Califórnia, 2016;
- A Igreja Livre da Inglaterra: Uma Introdução a uma Tradição Católica Evangélica - Editora Teneo, Portugal.